# Sprachuniversalien
(Sprach-)Universalien sind Eigenschaften, die allen natürlichen Sprachen gemeinsam sind. Diese Eigenschaften sind auch die Grundlage für Erklärungsversuche über die Entstehung und Verbreitung der Sprache. Die Untersuchung von möglichen Sprachuniversalien ist eines der Themengebiete der Allgemeinen Sprachwissenschaft (Linguistik). Pioniere der sprachwissenschaftlichen Universalienforschung sind unter anderen Charles F. Hockett, Joseph Greenberg sowie, mit einem anders gelagerten Ansatz, auch Noam Chomsky.
Es können bestimmte einfache Eigenschaften von Sprachen universal sein, eine größere Rolle spielt in der Linguistik aber die Feststellung von implikativen Universalien der Form: „Wenn eine Sprache Eigenschaft A hat, dann hat sie auch Eigenschaft B“ (wobei Eigenschaft A jedoch nicht universal ist).

## Ursachen für Universalien
Bei Universalien lässt sich unterscheiden, ob eine Aussage über Eigenschaften der Sprachen selbst getroffen wird (substantielle Universalien) oder ob es sich um eine Aussage handelt, die für jedes korrekte sprachwissenschaftliche Beschreibungssystem (also einer Grammatik im weitesten Sinne) gelten muss (formale Universalien). Erstere sind die Universalien im eigentlichen Sinn.
1. Je nach Theorie und betrachteter universeller Eigenschaft vermutet man den Grund für die Existenz von Universalien etwa in neurobiologischen oder psychologischen Grundkonstanten, die, da sie für alle Menschen gelten, sich gleichermaßen in allen Sprachen niederschlagen (Beispiel: Die Auswirkungen von Grenzen der Wahrnehmungsfähigkeit, der Größe des Kurzzeitgedächtnisses, der Bewegungsgeschwindigkeit der Artikulationsorgane usw.).
2. Weitere Theorien gehen davon aus, dass abstrakte grammatische Grundlagen natürlicher Sprachen bei Menschen angeboren sind, und damit bereits vor jeglicher Erfahrung, die ein Kind macht, im Gehirn vorhanden sind (Universalgrammatik). Die Eigenschaften dieser Universalgrammatik müssen damit zwangsläufig für sämtliche Sprachen gelten.
3. Ein dritter Ansatz postuliert universelle Eigenschaften in der Abbildung von sprachlichen Formen auf ihre Entsprechungen im menschlichen Denken oder der Logik allgemein (Beispiel: „So wie im Denken zwischen Objekten und Prozessen unterschieden wird, hat jede Sprache in irgendeiner Form die Unterscheidung zwischen Nomen und Verben.“).
4. Und schließlich ist es möglich, Universalien als emergente Eigenschaften aufzufassen, die sich unter natürlichen Bedingungen in einem System von sich gegenseitig beeinflussenden Sprachbenutzern notwendig ergeben (Beispiel: „Gibt es in einer Sprache ausschließlich ähnlich klingende Vokale, driften die Vokale im Lauf der Zeit zwangsläufig, ohne bewusstes Zutun der Sprecher auseinander in Richtung einer größeren Differenziertheit. Daraus folgt: Es gibt keine Sprache mit ausschließlich ähnlich klingenden Vokalen, obwohl dies beispielsweise keiner physiologischen Gesetzmäßigkeit widersprechen würde.“)

Jeweils eigene Universalien werden auch für den Sprachwandel und den Spracherwerb vorgeschlagen.

## Typen von Universalien und ihre Probleme

### Allaussagen
Viele der vorgeschlagenen Universalien sind, sofern sie die Form von Allaussagen (also Aussagen des Typs „Für jede Sprache gilt, dass sie die Eigenschaft X hat“) annehmen, entweder umstritten oder erweisen sich bei näherer Betrachtung als trivial, bzw. zirkulär. Letzteres ist vor allem dann der Fall, wenn Eigenschaften, die bereits in der Definition von Sprache enthalten sind, als Universalien ausgewiesen werden: „Alle Sprachen bestehen aus Einheiten mit Symbolcharakter.“ Die Symbolhaftigkeit zählt aber bereits zu den wesentlichen Definitionskriterien eines Wortes, und nur was Wörter hat, würde Sprache genannt werden. Es folgt deshalb bereits aus der Definition von Wörtern und Sprachen, dass alle Sprachen aus Symbolen bestehen. Gleiches gilt für die Aussage „Die Komplexität einer natürlichen Sprache ist begrenzt durch ihre Erlernbarkeit“. Diese Aussage gilt nur für „natürliche Sprachen“, also solche Sprachen, die tatsächlich von Menschen erlernt und gesprochen werden. Infolgedessen bedeutet der Satz nicht mehr als: „Sprachen, die erlernt und verwendet werden, müssen erlernt werden können.“
Ein Beispiel für ein umstrittenes Universal ist der Satz „Alle Sprachen bestehen mindestens aus Verben und Substantiven“. Hier hängt es stark von der Definition von Verben und Substantiven ab, ob diese Aussage für bestimmte, in dieser Hinsicht kritische Sprachen erfüllt ist. Ist man der Auffassung, dass die Wortarten in diesen Sprachen als Verben oder Substantive zu klassifizieren sind, und wählt eine entsprechend weit gefasste Definition, ergibt sich die Gültigkeit dieses Universale von selbst. Wählt man dagegen eine enge Definition, lässt sich die universelle Gültigkeit dieses Satzes nicht aufweisen.
Einige Allaussagen, die am ehesten als allgemein anerkannt betrachtet werden können, sind beispielhaft weiter unten aufgeführt.

### Implikationen
Weniger problematisch als Allaussagen sind Implikationsbeziehungen der Form „Wenn eine Sprache einen Dual hat, dann auch einen Plural“. Es existieren eine Reihe relativ unumstrittener Aussagen dieses Typs. Implikationen sind schwächere Universalien als die Allaussagen, da sie nur Aussagen über eine Untermenge aller Sprachen machen, jene Sprachen nämlich, für die die Wenn-Bedingung erfüllt ist.
Aus einer Verkettung derartiger Implikationen ergeben sich häufig Hierarchien von Implikationen. So gilt nicht nur „Wenn eine Sprache einen Trial hat, dann auch einen Plural“, es lässt sich eben auch schlussfolgern, dass sie, wenn sie einen Trial hat, ebenfalls einen Dual hat. Auf der Basis des Numerus lässt sich also folgende Implikationshierarchie bilden: Singular > Plural > Dual > Trial (Paukal) > Quadral. Mit anderen Worten: Hat eine Sprache einen bestimmten Numerus, dann hat sie auch alle hierarchiehöheren Numeri. Andere Implikationshierarchien beziehen sich beispielsweise auf die sogenannte „Belebtheit“ von Aktanten (in etwa 1. & 2. Person > 3. Pers. > Menschen > Lebewesen > unbelebte Dinge) oder auf deren semantische Rolle.

### Statistische Aussagen
Universalien, die nur eingeschränkte Gültigkeit beanspruchen, sind die statistischen Aussagen („Bis auf wenige Ausnahmen haben alle Sprachen stimmhafte und stimmlose Plosive“). Sie sind die schwächsten Universalien, vermitteln aber trotzdem einen Eindruck von den Gesetzmäßigkeiten, denen Sprache an sich unterworfen ist. Aussagen dieses Universalien-Typs werden durch die vergleichende Analyse vieler Sprachen gebildet – Rückschlüsse auf die Verhältnisse in einer bestimmten Sprache sind in der Regel nicht möglich, d. h. mit dieser Art von Universalien lassen sich Verhältnisse und Tendenzen beschreiben, die allen Sprachen gemeinsam sind. Eine Behauptung wie „Die Wortstellung Objekt-Verb-Subjekt ist äußerst ungewöhnlich und selten“ ist so trotz ihres scheinbar trivialen Inhalts nützlich, da sie als Anhaltspunkt für Hypothesen über die Funktion verschiedener Wortstellungsmuster dienen kann.

## Weitere Beispiele für mutmaßliche Universalien
- Sprachen werden nicht vererbt, sondern erlernt.
- Sprachen ändern sich ständig.
- Jede menschliche Gemeinschaft hat eine Sprache
- Alle Sprachen haben mindestens zwei Vokale.
- Alle Phonemsysteme können mit Hilfe einer kleinen Zahl universeller distinktiver Merkmale beschrieben werden.
- Alle Sprachen haben ein Intonationssystem.
- Alle Sprachen besitzen Glieder, die keine eigene Bedeutung haben (Funktionswörter, beispielsweise Artikel).
- Alle Sprachen besitzen Elemente mit deiktischem Charakter (beispielsweise Demonstrativpronomina).
- Alle Sprachen unterscheiden Merkmale für grammatische Person, meistens drei.
- Alle Sprachen haben Eigennamen.
- Wenn eine Sprache ein Futur hat, dann hat sie auch ein Präteritum, jedoch nicht umgekehrt.
- Wenn Fragewörter im Satz eine von normalen Satzgliedern abweichende Position haben, dann stehen sie am Satzanfang (nie am Satzende).